# Santa Coloma de Queralt
Santa Coloma de Queralt è un comune spagnolo di 2 780 abitanti situato nella comunità autonoma della Catalogna.